# Historia de los ministerios del Interior de España
Este artículo trata sobre la historia de los ministerios españoles del Interior.

## Historia
El Ministerio del Interior tiene como antecedentes históricos el Ministerio del Interior y Ministerio de Policía que creó José I en 1808 y que ocuparon hasta 1813 por José Martínez de Hervás y Pablo Arribas respectivamente, la Secretaría de Despacho de Gobernación del Reino creada por la Junta Suprema Central y ocupada por José García de León Pizarro entre 1812 y 1813 y Pedro Gómez Labrador y Juan Álvarez Guerra en 1813 y, por último, el Ministerio de la Gobernación de la Península que se crea en 1820.
La Constitución de Cádiz de 1812 estableció en su artículo 222 la denominada Secretaría de Despacho de Gobernación del Reino para la Península e Islas Adyacentes, que se añadió a los Departamentos prexistentes desde el Reinado de Felipe V (Estado, Guerra, Gracia y Justicia, Hacienda y Ultramar). Las competencias le fueron atribuidas mediante Decreto CXLV de las Cortes, de 6 de abril de 1812 e incluía la policía municipal de todos los pueblos sin distinción alguna.  Con el regreso de Fernando VII y la Restauración absolutista en España, se suprimió la Secretaría de Despacho y un año más tarde, por Real Decreto de 10 de agosto de 1815 se creaba el Ministerio de Seguridad Pública, suprimido sin embargo tan solo dos meses después por Real Decreto de 8 de octubre. En el Trienio Liberal se recupera la Secretaría de Despacho de Gobernación, que desaparece en 1823.
Nueve años más tarde, por Real Decreto de 9 de noviembre de 1832 se recuperaba el Ministerio del Interior, bajo la denominación de Secretaría de Estado y del Despacho de Fomento General del Reino, que aglutinaba un amplio espectro de competencias, a semejanza de la extinta Secretaría de Despacho, y que incluía la policía urbana y rústica, y la de seguridad pública, tanto exterior como interior, así como las cárceles y casas de corrección y presidios. Dos años más tarde, por Real Decreto de 13 de mayo de 1834, el nuevo Departamento pasaba a llamarse Secretaría de Estado y del Despacho del Interior, aunque conservaba las mismas competencias. y en 1835 Secretaría de Estado y del Despacho de la Gobernación.
En 1847, año en que se fijó la denominación de Ministerio de la Gobernación, se escindieron las competencias de Comercio, Obras Públicas, Educación y Agricultura, al crearse un Departamento de nueva planta. Por Real Decreto de 13 de marzo se fijó la estructura del Departamento, con una Subsecretaría y seis Direcciones: Gobernación Política, Administración, Beneficencia, Corrección y Sanidad, Correos y Telégrafos, Minas y Contabilidad de los Ramos de la Gobernación. Ese mismo año Correos y Telégrafos pasó al Ministerio de Hacienda y en 1850 Minas que se incorporó al Ministerio de Comercio.
De ese modo, se configuraba ya un Ministerio con las competencias de mayor significación en los siguientes 150 años: seguridad pública, policía nacional, guardia civil y procesos electorales.
Desde entonces, el Departamento ha ido reduciendo su ámbito competencial en favor de otros Ministerios. En los últimos cien años se han desgajado las siguientes áreas de actividad: Institutos de reformas sociales y Nacional de Previsión (1920), transportes mecánicos por carretera (1928), Sanidad y Asistencia Social (1933-1939 y definitivamente desde 1977), Turismo (1951), Arquitectura y Urbanismo (1957), Administración Local (1977), Administración Periférica del Estado (1997), Extranjería e Inmigración (2004), Plan Nacional sobre Drogas (2004) y Tauromaquia (2011). El Departamento llegó a estar fusionado con Justicia en el bienio 1994-1996. A la inversa, desde 1996 se recuperaron las competencias sobre Instituciones Penitenciarias, hasta el momento en el Ministerio de Justicia.
Al tiempo, se han configurado nuevas competencias del, desde 1977, denominado Ministerio del Interior. En 1959 se creaba la Dirección General de Tráfico y un año después la de Protección Civil. La última Dirección General creada ha sido la de Apoyo a las Víctimas del Terrorismo en 2006. 
Finalmente, hito destacable fue igualmente la creación, en 2006, de la Dirección General de la Policía y de la Guardia Civil, que unifica el mando de las anteriores DDGG de Policía y Guardia Civil. Desde diciembre de 2011 ambas direcciones vuelven a estar desgajadas.

## Denominaciones del Ministerio
Este ministerio ha recibido desde el reinado de Alfonso XII las siguientes denominaciones:
- Ministerio de la Gobernación
- Ministerio de Orden Público
- Ministerio del Interior
- Ministerio del Interior y la Gobernación
- Ministerio de Justicia e Interior

## Lista de directores generales/Secretarios de Estado de Seguridad desde 1976
- Mariano Nicolás García (1976-1979) - Director General de la Seguridad del Estado -
- Luis Alberto Salazar-Simpson (1979-1980) - Director General de la Seguridad del Estado -
- Francisco Laína García (1980-1982) - Director General de la Seguridad del Estado -
- Julián Sancristobal (1983-1986) - Director General de Seguridad -
- Rafael Vera Fernández-Huidobro (1986-1994)
- Margarita Robles (1994-1996) - Secretaria de Estado de Interior -
- Ricardo Martí Fluxá (1996-2000)
- Pedro Morenés Eulate (2000-2002)
- Ignacio Astarloa (2002-2004)
- Antonio Camacho Vizcaíno (2004-2011)
- Justo Tomás Zambrana Pineda (2011)
- Ignacio Ulloa Rubio (2011-2013)
- Francisco Martínez Vázquez (2013-2016)
- José Antonio Nieto Ballesteros (2016-2018)
- Ana Botella Gómez (2018-2020)
- Rafael Pérez Ruiz (2020-2025)
- Ana María Calvo Sastre (2025- )

## Lista de Secretarios Generales de Instituciones Penitenciarias desde 1991
- Antoni Asunción Hernández (1991-1993) - Secretario General de Asuntos Penitenciarios en el Ministerio de Justicia, Secretario de Estado desde julio de 1993 -
- Paz Fernández Felgueroso (1993-1996) - Secretaria de Estado de Asuntos Penitenciarios en el Ministerio de Justicia -
- Ángel Yuste Castillejo (1996-2004) -Director General con rango de Subsecretario-
- Mercedes Gallizo Llamas (2004-2011) - Directora General entre 2004 y 2008 -
- Ángel Yuste Castillejo (2011-2018)
- Ángel Luis Ortiz González (2018- )

## Lista de Subsecretarios desde 1976
| Nombre                              | Profesión / Cuerpo de funcionarios                                  | Año de nacimiento | Fecha de nombramiento   |
| ----------------------------------- | ------------------------------------------------------------------- | ----------------- | ----------------------- |
| José Miguel Orti Bordás             | Abogado                                                             | 1938              | 23 de julio de 1976     |
| Eduardo Navarro Álvarez             | Cuerpo Superior de Administradores Civiles del Estado               | 1929              | 11 de julio de 1977     |
| Jesús Sancho Rof                    | Profesor Universitario                                              | 1940              | 3 de mayo de 1978       |
| Julio Camuñas y Fernández-Luna      | Cuerpo Superior de Administradores Civiles del Estado               | 1933              | 20 de abril de 1979     |
| Luis Sánchez-Harguindey Pimentel    | Médico                                                              | 1935              | 13 de junio de 1980     |
| Juan José Izarra del Corral         | Cuerpo de Inspectores de Trabajo y SS                               | 1940              | 27 de marzo de 1981     |
| Carlos Sanjuán de la Rocha          | Comandante Jurídico de la Armada                                    | 1938              | 7 de diciembre de 1982  |
| Rafael Vera Fernández-Huidobro      | Arquitecto                                                          | 1945              | 8 de febrero de 1984    |
| José Luis Martín Palacín            | Publicista                                                          | 1944              | 24 de octubre de 1986   |
| Santiago Varela Díaz                | Profesor Universitario                                              | 1948              | 29 de julio de 1988     |
| Víctor Moreno Catena                | Profesor Universitario                                              |                   | 20 de julio de 1993     |
| Fernando Puig de la Bellacasa       | Cuerpo Superior de Administradores Civiles del Estado               | 1952              | 29 de diciembre de 1993 |
| Luis Herrero Juan                   | Cuerpo Superior de Administradores Civiles del Estado               | 1945              | 20 de mayo de 1994 (1)  |
| Leopoldo Calvo-Sotelo Ibáñez-Martín | Letrado del Consejo de Estado                                       | 1957              | 7 de mayo de 1996       |
| Ana María Pastor Julián             | Cuerpo Superior de Salud Pública y Administración Sanitaria         | 1957              | 2 de marzo de 2001      |
| María Dolores de Cospedal García    | Cuerpo de Abogados del Estado                                       | 1965              | 19 de julio de 2002     |
| Soledad López Fernández             | Cuerpo Superior de Inspectores de Trabajo y Seguridad Social        | 1959              | 10 de abril de 2004     |
| Justo Tomás Zambrana Pineda         | Cuerpo Superior de Administradores Civiles del Estado               | 1947              | 21 de abril de 2006     |
| Pilar Gallego Berruezo              | Cuerpo Técnico Superior de la Administración de la Seguridad Social | 1959              | 15 de julio de 2011     |
| Luis Aguilera Ruiz                  | Cuerpo de Abogados del Estado                                       | 1968              | 30 de diciembre de 2011 |
| Isabel Goicoechea Aranguren         | Cuerpo Superior de Administradores Civiles del Estado               | 1963              | 15 de junio de 2018     |
| Susana Crisóstomo Sanz              | Cuerpo Superior de Administradores Civiles del Estado               | 1969              | 5 de diciembre de 2023  |

(1) Subsecretario de Justicia e Interior

## Lista de directores generales
| - Dirección de Gabinete del Ministro - Lorenzo Martínez Ruiz (2023- ) - Susana Crisóstomo Sánz (2020-2023) - Rocío García Romero (2020) - Rafael Pérez Ruiz (2018-2020) - Francisco Luis Pérez Guerrero (2016-2018) - Francisco Javier Conde y Martínez de Irujo (2013-2016) - Francisco Martínez Vázquez (2011-2013) - David Fernández Fernández (2011) - Gregorio Martínez Garrido (2006-2011) - José Luis de Benito Benítez de Lugo (2004-2006) - Miguel Temboury Redondo (2002-2004) - Francisco Villar García-Moreno (2001-2002) - Pedro Gómez de la Serna Villacieros (2000-2001) - Gustavo de Arístegui y San Román (1996-2000) - Ricardo Blanco Canales (1993-1994) - Fernando López Villanueva (1982-1993) - Emilio Contreras Ortega (1982) - Joaquín Argote Alarcón (1980-1982) - José Luis Ibáñez García (1979-1980) - Dirección General de la Policía y de la Guardia Civil - Arsenio Fernández de Mesa (2011-2016) - Francisco Javier Velázquez López (2008-2011) - Joan Mesquida Ferrando (2006-2008) - Dirección General de la Policía - Francisco Pardo Piqueras (2018- ) - Germán López Iglesias (2016-2018) - Ignacio Cosidó Gutiérrez (2011-2016) - Víctor García Hidalgo (2004-2006) - Agustín Díaz de Mera y García (2002-2004) - Juan Gabriel Cotino Ferrer (1996-2002) - Ángel Olivares Ramírez (1994-1996) - Carlos Conde Duque (1991-1994) - José María Rodríguez Colorado (1986-1991) - Rafael Luis del Río Sendino (1982-1986) - José Luis Fernández Dopico (1981-1982) - José Manuel Blanco Benítez (1980-1981) - José Sainz González (1979-1980) - Dirección General de la Guardia Civil - Leonardo Marcos González (2023-) - María de las Mercedes González Fernández (2023) - María Gámez Gámez (2020-2023) - Félix Vicente Azón Vilas (2018-2020) - José Manuel Holgado Merino (2016-2018) - Arsenio Fernández de Mesa (2011-2016) - Carlos Gómez Arruche (2004-2006) - Santiago López Valdivielso (1996-2004) - Fernando Cardenal de Alemany (1993-1996) - Luis Roldán Ibáñez (1986-1993) - José Antonio Sáenz de Santamaría Tinture (1983-1986) - José Aramburu Topete (1980-1983) - Pedro Fontenla Fernández (1979-1980) - Carlos Oliete Sánchez (1978-1979) - Dirección General de Infraestructuras y Material de la Seguridad - Alicia Álvarez Izquierdo (2011) - Luis Luengo Alfonso (2007-2011) - Julio Martínez Meroño (2004-2007) - Juan José Izarra del Corral (2000-2004) - Francisco Manuel Salazar-Simpson Bos (2000) - Dirección General de la Administración de la Seguridad - Francisco Manuel Salazar-Simpson Bos (1996-2000) | - Dirección General de Política Interior - Carmen López García (2018- ) - Cristina Díaz Márquez (2017-2018) - Juan José Molinos Cobo (2015-2016) - Cristina Díaz Márquez (2012-2015) - Adolfo Hernández Lafuente (2008-2012) - María del Rosario García Mahamut (2004-2008) - José Ramón Onega López (1996-2004) - Concepción Sáenz Laín (1994-1996) - Carlos Pérez Anadón (1993-1994) - Fernando Puig de la Bellacasa y Aguirre (1990-1993) - Carmen Briones González (1988-1990) - Rafael de Francisco López (1984-1988) - Enrique Linde Cirujano (1982-1984) - Juan Gómez Arjona (1980-1982) - Isidro Pérez-Beneyto y Canicio (1979-1980) - Gervasio Martínez-Villaseñor García (1978-1979) - Jesús Sancho Rof (1977-1978) - Dirección General de Procesos Electorales, Extranjería y Asilo - Pablo Santolaya Machetti (1994-1996) - Dirección General de Protección Internacional - Octavio Rivera Atienza (2024- ) - Dirección General de Apoyo a Víctimas del Terrorismo - Montserrat Torija Noguerales (2020- ) - Sonia Ramos Piñeiro (2011-2020) - José Manuel Rodríguez Uribes (2006-2011) - Dirección General de Protección Civil y Emergencias - Virginia Barcones Sanz (2023- ) - Francisco José Ruiz Boada (2023) - Leonardo Marcos González (2020-2023) - Alberto Herrera Rodríguez (2018-2020) - Juan Antonio Díaz Cruz (2012-2018) - María Victoria Eugenia Sánchez Sánchez (2011-2012) - Pilar Gallego Berruezo (2008-2011) - Francisco Javier Velázquez López (2006-2008) - Celia Abenza Rojo (2004-2006) - Dirección General de Protección Civil - Juan San Nicolás Santamaría (1996-2004) - Francisco Cruz de Castro (1993-1996) - Pilar Brabo Castells (1988-1993) - Antonio Martínez Ovejero (1987-1988) - Antonio Figueruelo Almazán (1982-1987) - Ezequiel Jaquete Molinero (1982) - Federico Gallo Lacarcel (1980-1982) - Dirección General de Relaciones Internacionales y Extranjería - Elena Garzón Otamendi (2017- ) - Carlos Abella y de Arístegui (2011-2017) - Ángeles Moreno Bau (2011) - Arturo Avello Diez del Corral (2008-2011) - Dirección General de Tráfico - Pere Navarro Olivella (2018- ) - Gregorio Serrano López (2016-2018) - María Seguí Gómez (2012-2016) - Pere Navarro Olivella (2004-2012) - Carlos Muñoz-Repiso Izaguirre (1996-2004) - Miguel María Muñoz Medina (1988-1996) - Rosa de Lima Manzano Gete (1987-1988) - David León Blanco (1986-1987) - José Luis Martín Palacín (1982-1986) - Antonio Ramón Bernabéu González (1980-1982) - José María Fernández Cuevas (1978-1980) - Jesús García Siso (1976-1978) | - Dirección General de Coordinación Territorial y Medio Abierto - Virgilio Valero García (2008-2011) - Dirección General de Recursos - Antonio Puig Renau (2008-2011) - Dirección General de Instituciones Penitenciarias (*) - Mercedes Gallizo Llamas (2004-2008) - Ángel Yuste Castillejos (1996-2004) - David Beltrán Catalá (1994-1996) - Mercedes Jabardo Quesada (1992-1994) - Ángeles Granados Poveda (1991-1992) - Antonio Asunción Hernández (1988-1991) - Manuel Blanque Avilés (1987-1988) - Andrés Márquez Aranda (1985-1987) - Juan José Martínez Zato (1982-1985) - Antonio Andújar Andújar (1982) - Enrique Galavis Reyes (1979-1982) - Carlos García Valdés (1978-1979) - Jesús Miguel Haddad Blanco (1977-1978) - Dirección General de Ejecución Penal y Reinserción Social - Miguel Ángel Vicente Cuenca (2020- ) - Francisco Javier Nistal Burón (2018-2020) - Dirección General de Administración Penitenciaria - Martín Alberto Barciela Rodríguez (1994-1996) - Pedro Pablo Mansilla Izquierdo (1991-1994) - Dirección General de Personal y Servicios - Adoración Mateos Tejada (2008-2010) - Juan Antonio Richart Chacón (1994-1996) - Dirección General de Coordinación y Estudios - José Antonio Rodríguez González (2021- ) - Dirección General de Servicios - Oscar Álvarez San Jaime (1994) - Carlos de la Torre Lluch (1991-1994) - Carlos Conde Duque (1988-1991) - Secretaría General Técnica - Juan Antonio Puigsever Martínez (2012- ) - María Ángeles González García (2006-2012) - María Victoria San José Villacé (2004-2006) - Félix Fernando Manzanedo González (2002-2004) - Eugenio López Álvarez (2001-2002) - Fernando Benzo Sainz (2000-2001) - Rafael Ramos Gil (1996-2000) - Miguel Ángel Montañés Pardo (1993-1996) - Víctor Moreno Catena (1988-1993) - David León Blanco (1987-1988) - María del Carmen Briones González (1982-1987) - Luis Antonio Villamayor Alonso (1980-1982) - Enrique Santín Díaz (1979-1980) - Juan Alfonso Santamaría Pastor (1977-1979) |

(*) Hasta 1996 en el Ministerio de Justicia